# Francesco Marino I Caracciolo
Francesco Marino I Caracciolo, IV principe di Avellino (Avellino, 29 gennaio 1631 – Napoli, 12 dicembre 1674), è stato un militare e principe italiano.

## Biografia

### I primi anni
Figlio di Marino II, terzo principe di Avellino, e di sua moglie, Francesca d'Avalos d'Aquino d'Aragona, Francesco Marino I nacque postumo il 29 gennaio 1631 ad Avellino. Da subito venne dichiarato erede universale dei titoli e dei beni di suo padre, e venne tenuto a battesimo per procura dalla regina consorte d'Ungheria, Maria Anna di Spagna (futura imperatrice del Sacro Romano Impero), amica di sua madre, della quale era stata ospite poco prima della sua nascita. Il piccolo Francesco Marino venne posto subito sotto tutela, dapprima di suo zio Tommaso Caracciolo, vescovo di Cirene, il quale fu anche amministratore sapiente dei suoi beni e che gli assicurò la successione all'incarico di Gran Cancelliere del Regno di Napoli, incarico già ricoperto da suo padre. Successivamente passò sotto la tutela di un altro zio, Giuseppe Caracciolo, I principe di Torella, sino al 1646.

### L'insurrezione di Masaniello
Quando a Napoli scoppiò nel 1647 l'insurrezione di Masaniello, il giovane Francesco Marino si impegnò per assoldare degli uomini da mettere a disposizione del viceré spagnolo per sopprimere la rivolta. Ad ogni modo, le sue terre feudali risultarono pesantemente colpite dalla rivolta e pertanto egli venne costretto a ritirarsi ad Avellino, dove venne a conoscenza che il capopopolo Paolo di Napoli si era impadronito del suo palazzo presso Atripalda. Malgrado avesse ricevuto dal viceré precise istruzioni di mantenere saldamente Avellino, lasciò il castello locale e si rifugiò quindi dapprima a Capua, poi ad Aversa dove si incontrò con lo zio Giuseppe e dove rimase sino all'inizio dell'anno successivo, subendo impassibile il sacco di Avellino. Venne quindi costretto nuovamente a portarsi a Capua e poi a Gaeta, tornando a Napoli solo il 22 febbraio successivo per affiancare le truppe del viceré. Represso il moto rivoluzionario, partecipò alla riconquista di Napoli nel 1648, ottenendo la restituzione di Avellino e San Severino. Il suo impegno venne lodato in un dispaccio di don Giovanni d'Austria.

### Contro i Francesi
Quando nell'estate di quello stesso anno una flotta francese al comando del principe Tommaso Francesco di Savoia sbarcò a Procida e poi si portò ad occupare Vietri, nei pressi di Salerno, il Caracciolo assieme ad altri impedì che l'esercito nemico costituisse una testa di ponte sulla terraferma.
Nell'ottobre del 1650, il Caracciolo venne detenuto per un breve periodo per insubordinazione al viceré, ma venne quindi rilasciato in virtù del grande onor militare dimostrato. Nel 1653 ottenne l'incarico di portare a papa Innocenzo X a Roma l'annuale tributo dovuto dal Regno di Napoli (formalmente dipendente per antica tradizione dal papato), ma decise di fare ritorno poco dopo a Napoli senza aver preso licenza dal pontefice perché questi gli aveva chiesto di attendere prima di essere ricevuto.
L'anno successivo, il duca Enrico II di Guisa effettuò per conto del re di Francia un nuovo sbarco con la flotta francese presso Castellammare di Stabia ed ancora una volta il Caracciolo venne chiamato a gestire le operazioni militari che si dimostrarono vittoriose sul nemico. Nel 1655 si portò a Pavia in soccorso alla città che stava fronteggiando un assedio ad opera del duca di Modena, per poi tornare a Napoli che iniziava ad essere colpita dalla peste. Quando il morbo iniziò a diffondersi, si spostò ad Avellino, ma continuò comunque ad occuparsi dell'emergenza sanitaria, tentando con ogni mezzo di circoscrivere la diffusione della pestilenza, aumentando la distribuzione di viveri e denaro per i soccorsi.

### Gli ultimi anni
Dopo un viaggio alla corte di Madrid nel 1662, l'anno successivo re Filippo IV di Spagna lo creò suo consigliere e lo insigni dell'Ordine del Toson d'oro. Nel febbraio del 1672 il Caracciolo si ammalò, ma dopo poco recuperò la salute in tempo per accogliere il nuovo viceré di Napoli; dopo questo evento si ammalò di nuovo e morì il 12 dicembre 1674 a Napoli. Venne sepolto nella chiesa del Carmine di Avellino.
Uomo d'arte e di cultura oltre che valente militare, Francesco Marino fu mecenate di Cosimo Fansaga e fondò l'Accademia degli Inquieti presso il suo palazzo di Atripalda.

## Matrimonio e figli
il Principe Francesco Marino I Caracciolo sposò il 7 novembre 1666 la Principessa Geromina Pignatelli figlia del Principe Ettore IV Pignatelli e della Principessa Giovanna Tagliavia d’Aragona Cortés; la coppia ebbe i seguenti Tre figli:
- Marino III Caracciolo (17 luglio 1668 - 18 febbraio 1720), nel 1674 in seguito alla morte del padre gli succedette nella direzione di tutti i suoi feudi, e si dimostrò anche un vervento sostenitore della Monarchia Napoletana tant'è che nel 1694 il re di Napoli Carlo V d'Asburgo lo insignì del Collare dell'Ordine del Toson d'oro, e nel 1687 sposò la Duchessa Antonia Spinola figlia del Duca Paolo Spinola e della Principessa Anna Colonna.
- Francesca Caracciolo (8 settembre 1669 - 23 marzo 1729), il 17 settembre 1682 sposò il Principe Giuseppe Caracciolo di Torella figlio del Principe Marino Caracciolo di Torella  e di Isabella Caracciolo d' Airola.
- Giovanna Caracciolo (23 luglio 1672 - ?), sposò nel 1690 il Principe Nicola d’Avalos d’Aquino d’Aragona.

## Ascendenza
|                                                                     |                                         |                                                      | Genitori                                                  |  |  | Nonni |  |  | Bisnonni                                    |  |  | Trisnonni                               |  |
|                                                                     |                                         |                                                      |                                                           |  |  |       |  |  | Marino I Caracciolo, I principe di Avellino |  |  | Domizio Caracciolo, I duca di Atripalda |  |
|                                                                     |                                         |                                                      |                                                           |  |  |       |  |  | Marino I Caracciolo, I principe di Avellino |  |  | Domizio Caracciolo, I duca di Atripalda |  |
|                                                                     |                                         | Lucrezia Arcella                                     |                                                           |  |  |       |  |  | Marino I Caracciolo, I principe di Avellino |  |  |                                         |  |
| Camillo Caracciolo, II principe di Avellino                         |                                         |                                                      |                                                           |  |  |       |  |  | Marino I Caracciolo, I principe di Avellino |  |  |                                         |  |
|                                                                     |                                         | Crisostoma Carafa di Ruvo                            | Fabrizio Carafa, conte di Ruvo                            |  |  |       |  |  |                                             |  |  |                                         |  |
|                                                                     |                                         | Crisostoma Carafa di Ruvo                            | Fabrizio Carafa, conte di Ruvo                            |  |  |       |  |  |                                             |  |  |                                         |  |
|                                                                     |                                         | Crisostoma Carafa di Ruvo                            | Porzia Carafa                                             |  |  |       |  |  |                                             |  |  |                                         |  |
| Marino II Caracciolo, III principe di Avellino                      |                                         | Crisostoma Carafa di Ruvo                            |                                                           |  |  |       |  |  |                                             |  |  |                                         |  |
|                                                                     |                                         | Marzio Carafa, II duca di Maddaloni                  | Fabrizio Carafa, I signore di Santo Mauro                 |  |  |       |  |  |                                             |  |  |                                         |  |
|                                                                     |                                         | Marzio Carafa, II duca di Maddaloni                  | Fabrizio Carafa, I signore di Santo Mauro                 |  |  |       |  |  |                                             |  |  |                                         |  |
|                                                                     |                                         | Marzio Carafa, II duca di Maddaloni                  | Girolama Carafa                                           |  |  |       |  |  |                                             |  |  |                                         |  |
| Roberta Carafa di Maddaloni                                         |                                         | Marzio Carafa, II duca di Maddaloni                  |                                                           |  |  |       |  |  |                                             |  |  |                                         |  |
|                                                                     |                                         | Vittoria Spinelli                                    | Paolo Spinelli, signore di Cosoleto                       |  |  |       |  |  |                                             |  |  |                                         |  |
|                                                                     |                                         | Vittoria Spinelli                                    | Paolo Spinelli, signore di Cosoleto                       |  |  |       |  |  |                                             |  |  |                                         |  |
|                                                                     |                                         | Vittoria Spinelli                                    | Cornelia Claver                                           |  |  |       |  |  |                                             |  |  |                                         |  |
| Francesco Marino I Caracciolo, IV principe di Avellino              |                                         | Vittoria Spinelli                                    |                                                           |  |  |       |  |  |                                             |  |  |                                         |  |
|                                                                     | Cesare d'Avalos, III marchese del Vasto | Alfonso III d'Avalos, II marchese del Vasto          |                                                           |  |  |       |  |  |                                             |  |  |                                         |  |
|                                                                     | Cesare d'Avalos, III marchese del Vasto | Alfonso III d'Avalos, II marchese del Vasto          |                                                           |  |  |       |  |  |                                             |  |  |                                         |  |
|                                                                     | Cesare d'Avalos, III marchese del Vasto | Maria de Aragón y Cardona                            |                                                           |  |  |       |  |  |                                             |  |  |                                         |  |
| Innico d'Avalos d'Aquino d'Aragona, V marchese del Vasto            | Cesare d'Avalos, III marchese del Vasto |                                                      |                                                           |  |  |       |  |  |                                             |  |  |                                         |  |
|                                                                     |                                         | Lucrezia del Tufo                                    | Giovanni Giorgio del Tufo, II marchese di Lavello         |  |  |       |  |  |                                             |  |  |                                         |  |
|                                                                     |                                         | Lucrezia del Tufo                                    | Giovanni Giorgio del Tufo, II marchese di Lavello         |  |  |       |  |  |                                             |  |  |                                         |  |
|                                                                     |                                         | Lucrezia del Tufo                                    | Antonia Caraffa Caracciolo                                |  |  |       |  |  |                                             |  |  |                                         |  |
| Francesca d'Avalos d'Aquino d'Aragona                               |                                         | Lucrezia del Tufo                                    |                                                           |  |  |       |  |  |                                             |  |  |                                         |  |
|                                                                     |                                         | Alfonso Felice d'Avalos, III principe di Francavilla | Francesco Ferdinando d'Avalos, II principe di Francavilla |  |  |       |  |  |                                             |  |  |                                         |  |
|                                                                     |                                         | Alfonso Felice d'Avalos, III principe di Francavilla | Francesco Ferdinando d'Avalos, II principe di Francavilla |  |  |       |  |  |                                             |  |  |                                         |  |
|                                                                     |                                         | Alfonso Felice d'Avalos, III principe di Francavilla | Isabella Gonzaga                                          |  |  |       |  |  |                                             |  |  |                                         |  |
| Isabella d'Avalos d'Aquino d'Aragona, IV principessa di Francavilla |                                         | Alfonso Felice d'Avalos, III principe di Francavilla |                                                           |  |  |       |  |  |                                             |  |  |                                         |  |
|                                                                     |                                         | Lavinia Feltria Della Rovere                         | Guidobaldo II Della Rovere, duca di Urbino                |  |  |       |  |  |                                             |  |  |                                         |  |
|                                                                     |                                         | Lavinia Feltria Della Rovere                         | Guidobaldo II Della Rovere, duca di Urbino                |  |  |       |  |  |                                             |  |  |                                         |  |
|                                                                     |                                         | Lavinia Feltria Della Rovere                         | Vittoria Farnese                                          |  |  |       |  |  |                                             |  |  |                                         |  |
|                                                                     |                                         | Lavinia Feltria Della Rovere                         |                                                           |  |  |       |  |  |                                             |  |  |                                         |  |